# 偶像大師2
《偶像大師2》為一款由萬代南夢宮遊戲開發並發行的偶像模擬遊戲，屬於《偶像大師》系列；遊戲的Xbox 360版於2011年2月24日在日本發售，而其後又於同年10月27日在PlayStation 3上發行移植版本；此外也發行了相關的分支系列遊戲《偶像大師 為你寫真》。遊戲的主要劇情為玩家需扮演製作人並帶領和訓練一組偶像組合使其獲得音樂大獎。遊戲內容上有著與前作《偶像大師》相似的玩法，但有一些變動和改進，包含更動可使用的偶像角色和移除網路對戰系統等；遊戲發售前的發表會因為這些變動，曾造成了玩家的一些反彈。
《偶像大師2》被視為《偶像大師》系列第二世代的核心作品，在第二世代的首部發行遊戲《偶像大師 深情之星》公開前便已開始開發，開發團隊希望藉由此遊戲能使該系列的粉絲能夠繼續支持，因此以製作系列最初作品《偶像大師》街機版時的心態來開發《偶像大師2》。另外為遊戲人物萩原雪步配音的長谷優里奈則換為淺倉杏美；遊戲中的圖像引擎也作了更新使其能顯示更佳的遊戲圖像。遊戲包含了數十首歌曲，日本古倫美亞以其中三首發行了一系列的單曲和專輯。在Xbox 360版發行首週《偶像大師2》為該週銷售第十名，而PlayStation 3則為首週的第三名。此外2011年7月7日以《偶像大師2》的設定為基礎的電視動畫《偶像大師》開始放映。

## 遊戲內容
《偶像大師2》為一款偶像模擬遊戲，玩家將在遊戲中的扮演765演藝事務所的製作人，該事務所擁有十二位已出道半年的偶像，其中三位已組成名為「龍宮小町」的偶像組合。在遊戲開頭，玩家會遇到事務所的社長高木順二朗，並被委託從社內不含龍宮小町的九位偶像中選出三位成立一個偶像組合，包含一位領隊和兩位組員；同時社長也賦予玩家任務，玩家必須在五十二週內使偶像組合受提名並獲得一年一度的偶像學園大獎（アイドルアカデミー大賞），受提名的條件為在遊戲第三十六週時在單曲銷售榜上有過前二十名的成績。此外龍宮小町以及961演藝事務所的男子偶像組合「朱比特」也會與玩家所組的偶像組合競爭。
遊戲中偶像組合分為三種能力值：歌聲（ボーカル）、舞蹈（ダンス）和視覺表現（ビジュアル），其總和會決定其等級，可以透過訓練來提升。遊戲裡將偶像的一週活動濃縮在一天內，每一天的開頭玩家會與偶像組合的其中一位互動；根據玩家的回應，偶像與玩家的親密度和反應也會跟著改變，玩家只有數秒的時間來選擇回應內容，不然會隨機回應。偶像們在每次發行單曲後會定期請求玩家製作新的單曲，玩家可以選擇是否答應要求。其後玩家需安排偶像們的下午行程，共分成三個時段，行程包含練習課程（レッスン）、營業（営業）、舞臺演出（ステージ）、購買衣裝服飾和休息一天，各行程都會消耗遊戲中的金錢，並會占用一到三個時段；此外玩家可以在行程前更換偶像們的衣裝服飾。
練習課程為三種小遊戲，分別用於提升偶像們的三種能力值，課程有限時間並在結束時評價小遊戲表現。營業為玩家帶領偶像組合至特定區域工作，能增進偶像組合的知名度，並獲得該區域更多的粉絲支持。在工作過程中玩家會與偶像們各種互動，根據回應會影響「回憶等級」（思い出レベル）。而選擇休息一天則用於恢復偶像組合的體力。

在音樂祭中與朱比特對抗時的遊戲畫面截圖，由左至右為萩原雪步、高槻彌生和雙海真美。玩家需獲得比對手更高的分數以在音樂祭中勝出

舞臺演出分成三種類型，包含《偶像大師》舊有的試鏡（オーディション），還有參加音樂祭（フェス）與現場表演（ライブ）；三者的遊戲基本玩法相似，差別在於完成條件；試鏡必須在眾多偶像團體中獲得一定的排名以上才算通過，而現場表演則需要超過一個預定好的分數，該分數由現場觀眾的反應熱烈程度（ハコユレ震度）決定；而在音樂祭中，玩家則必須與電腦控制的對手對抗，並獲得比電腦更高的分數。舞臺演出的遊戲玩法類似於節奏遊戲，玩家需要藉由按下對應三種能力值分類的按鍵來控制偶像們演出，按下時機的精準度會影響得分高低，而歌曲的節奏和偶像的狀態也會決定獲得的分數；此外三種能力值分類的得分集中或分散也會影響臺下觀眾對各分類的興致等級（興味レート），而使分數有不同的加權；另外會有一個名為熱情量表（ボルテージゲージ）表示玩家的按對次數。玩家還可以選擇使用「回憶魅力」（思い出アピール）來重置觀眾對各分類的興致等級並獲多額外的分數和熱情量表的計量，回憶魅力使用次數取決於在營業中獲得的回憶等級。而當熱情量表全滿時，玩家可以選擇一位偶像進行「爆發魅力」（バーストアピール），玩家需完成一段特別的按鍵序列，期間可以獲得更高的平均觀眾興致等級，以及使對手暫停使用回憶魅力和使其熱情量表下降；爆發魅力使用後熱情量表會被重設。若偶像組合通過了試鏡，則可以進行一場電視演出；而音樂祭或現場表演通過則是獲得安可的機會，在安可曲中玩家可以選擇一位或兩位來表演，或是邀請兩位來賓進行五重奏。此外現場表演依舉辦的類型則會增加該表演區域或全日本的粉絲人數。
在遊戲中的每一天結尾，玩家扮演的製作人會與偶像組合回到765演藝事務所，畫面會秀出該週的歌曲發售排行榜，之後玩家可以與偶像進行一些與每日開頭類似的互動，此外也有機會收到並閱讀一些偶像組合的粉絲寄來的信。
除此之外，還有被稱作「Stage for You！」（ステージフォーユー！，簡稱S4U!）的模式，其類似於《偶像大師 為你而唱！》遊戲內容，玩家能自由選擇偶像以及由劇情獲得的衣裝、舞臺、裝飾品和曲目，以及客製化調整各偶像的演出時機和攝影鏡頭等。

## 發展

### 製作
《偶像大師2》由萬代南夢宮遊戲內的團隊所開發，並由石原章弘、加藤正隆兩人擔任遊戲總監。石原表示在遊戲專案起頭時，因為《偶像大師》系列已來到五週年，讓人有點因循守舊的感覺，開發團隊因此想要再次製作一款規模宏大、且為高畫質的新遊戲，並以當初製作最初代《偶像大師》（街機版）時的同樣感覺來製作，希望再次獲得粉絲繼續支持另一個兩到三年。
在《偶像大師SP》製作完成後不久，《偶像大師 深情之星》還尚未公開亮相時，《偶像大師2》的專案便已啟動，並從設計遊戲的設定開始。由於《偶像大師》系列的聲優已長期為該系列配音，因此開發團隊事前特地徵詢各聲優意見，結果大部分聲優都表示願意繼續長久支援該系列的配音工作。然而，原為萩原雪步配音的長谷優里奈表示，她參與《偶像大師》系列及相關演唱會的行程已與她的聲優工作起衝突，所以決定不繼續合作；開發團隊小組於是在2010年舉辦試鏡以尋找替補，但卻沒能找到理想的新聲優。石原於是調閱過去的試鏡紀錄，發現淺倉杏美的歌聲很適合萩原雪步這個角色，於是再次邀請她來試鏡。在錄音時，淺倉擔憂自己的聲演與長谷之間有差異，但石原與作曲家中川浩二都認為她很適合這個角色。除此之外，原為765事務所社長高木順一朗配音的德丸完在製作期間去世，事務所社長因此換成另一位新角色高木順二朗，並由大塚芳忠配音。
開發團隊將一些前作的遊戲角色做了些修改，部分角色的髮型與《偶像大師 為你而唱！》中的不同；而在《偶像大師SP》中初次登場用作競爭對手的我那霸響和四條貴音，則轉為765演藝事務所旗下。而同事務所的角色三浦梓、雙海真美與水瀬伊織則組成名為「龍宮小町」的偶像組合，並作為玩家的競爭對手，而原事務所的偶像秋月律子則轉為龍宮小町的製作人；除此之外還新增了另一組與玩家競爭的偶像組合，名為「朱比特」。石原表示家庭遊戲機缺乏連線的需求，而且根據先前的調查，不連上網路的玩家比連上網路並進行對戰的玩家，在與遊戲中的偶像們有更多的互動；因此開發團隊去除了前作中的網路對戰系統，並加入了競爭對手和離線對戰系統。
對比前作，《偶像大師2》在圖像方面亦有所改進，經強化後的繪圖引擎能夠完成一些新要求。遊戲的圖像程式設計師前澤圭一表示，他們開發了名為「感光渲染」的卡通渲染技術，使圖像更有層次，以及讓角色的陰影更為精緻；前澤認為，此渲染技術能夠讓移動中的3D角色顯得更加可愛。雖然，遊戲角色大量使用了卡通渲染技術，但此技術並沒有運用於舞臺上；前澤因此在舞臺的燈光中加入了高光和鏡頭光暈等效果，以及增加舞臺的景深並採用柔焦等前作便使用的技術，以減低角色與舞臺的不協調感。此外，為了使偶像們更有吸引力，前澤表示演出時的背景也增加了一些會搖曳和移動的物件。另外，為了製作演出時舞臺上的彩色紙屑和噴氣效果，前澤使用了萬代南夢宮遊戲啟用過的街機《死亡風暴海盜》中曾使用過的部分圖像引擎技術。

### 發行
2010年7月3日，在千葉縣千葉市幕張展覽館舉辦的「偶像大師五週年 The world is all one!!」演唱會上，《偶像大師》系列總合製作人坂上陽三發表了《偶像大師2》的發售消息；並與《偶像大師 深情之星》一同被視為該系列的第二世代遊戲。同年9月18日，在該年的東京電玩展中萬代南夢宮遊戲舉辦的《偶像大師》相關活動上，發表了許多遊戲相關的畫面與設定。隔年2月24日，萬代南夢宮遊戲在日本發行了本遊戲的Xbox 360版，包含限定版和普通版；限定版除了遊戲本身外，多包涵了一些遊戲中偶像的宣傳照，以及一張印有流水號的「765事務所社員證」，該證可用於優先預購演唱會門票。而不管購買何種版本，只要是預購便能獲得一張可下載《Little Match Girl》曲目的卡片，以及兩張印有《偶像大師》人物的Weiß Schwarz交換卡片。此外為了促銷《偶像大師2》，微軟拍了一部電視廣告短片，由Xbox特命課的課長扮裝在一群女生面前演出。
2011年7月21日，日本的電玩遊戲週刊雜誌《Fami通》上刊載了《偶像大師2》將發行PlayStation 3版的消息；同年10月27日，《偶像大師2》的PlayStation 3版正式以限定版與普通版發售。限定版除了遊戲以外還包含了該年放映的電視動畫《偶像大師》的第一集藍光光碟，以及收納該動畫全集的盒子，除此之外還包含《偶像大師 為你寫真》系列第一作的遊戲光碟，還有《偶像大師2》的遊戲原聲帶和該月的《偶像大師》應援雜誌《月刊偶像大師寫真！！》（月刊アイグラ!!）。而兩種版本的預購者都可以多獲得電視動畫部分場景的幻燈片。PlayStation 3版在內容上亦有一些修正，遊戲難度上增加了新的選項，以及角色圖像和臺詞的調整，還有舞臺演出的攝影機功能強化，衣裝、舞臺和曲目也有所新增；除此之外在S4U!模式下能選擇朱比特、龍宮小町等偶像組合；而遊戲全破後還有代替秋月律子成為龍宮小町的製作人，並與龍宮小町互動的劇情。《偶像大師2》在2012年8月2日又以索尼The Best版和Xbox 360白金版的方式廉價販售；2013年2月20日起，《偶像大師2》的兩平臺版本皆可用付費下載的方式獲得。
在遊戲發行後，不論Xbox 360版還是PlayStation 3版都有後續的追加下載內容，包含新的曲目、衣裝、舞臺和一些配件等；部分衣裝也與當時正在放映的電視動畫有關。在《偶像大師 深情之星》遊戲內出現過的876演藝事務所三位偶像日高愛、水谷繪理和秋月涼，也在後續的追加下載內容中加入《偶像大師2》，並能在S4U!模式中使用，其相關衣裝與曲目也在之後加入。此外在2011年10月27日的追加下載內容，還加入了初音未來供S4U!模式使用，並在之後加入了相關的曲目和衣裝。

### 音樂
《偶像大師2》的Xbox 360版遊戲本身包含18首歌曲，並有15首追加下載歌曲；而PlayStation 3版則有23首以及24首追加下載歌曲。其中有三首遊戲曲為首次在《偶像大師》遊戲系列中出現的歌曲，分別為《MEGARE!》、《The world is all one !!》與《SMOKY THRILL》；在遊戲發行前，便有以這三首歌為主題的相關先行音樂企劃。2010年7月3日官方舉辦的「偶像大師五週年 The world is all one !!」演唱會上除了遊戲發售消息，也首次公布《The world is all one !!》的宣傳影片，並以該曲為該次演唱會的副標題；該曲也被視為有著《偶像大師2》遊戲主題「團結」意義的歌曲。同年10月8日官方將遊戲人物分成六組，並舉辦投票，前三名的組別的聲優將可以演唱《The world is all one !!》，並在隔年1月10日於神奈川縣橫濱國際平和會議場舉辦的跨年活動上公布了投票結果與演唱名單；2011年2月9日，《The world is all one !!》與《SMOKY THRILL》在同天由日本古倫美亞發行了單曲專輯。除此之外，延續了前作遊戲發售後做的系列專輯《偶像大師 藝術大師》；從2010年9月22日開始，日本古倫美亞發行名為《偶像大師 藝術大師2》的一系列單曲專輯，每張以一位遊戲角色為主題並由為其配音的聲優演唱，整個系列各張都包含了《MEGARE!》曲目，並以其他的歌曲和聲優對談來搭配。
遊戲中還有三首非遊戲曲的插曲，亦為遊戲系列中首次出現，分別為由替萩原雪步配音的淺倉杏美演唱的《First Step》，以及為遊戲中的男子組合朱比特配音的聲優群所演唱的《Alice or Guilty》、《開始戀愛》（恋をはじめよう）。2012年8月15日起，日本古倫美亞開始發行《偶像大師 動畫大師 這是直播嗎SPECIAL》系列專輯，該系列為《偶像大師2》與其電視動畫所衍生的相關音樂企劃，《First Step》與遊戲中其他部分由追加下載內容獲得的曲目被包含在此系列專輯中。而朱比特相關的兩首歌曲，則加上了個別成員各唱一曲共五首曲目，於2011年11月23日由日本古倫美亞發行了迷你專輯《偶像大師 朱比特》。

## 相關媒體作品
2011年4月21日，《偶像大師2》相關網路廣播《廣播偶像大師CHU！！》在安利美特電視的網路電臺上開始定期放送，由為遊戲角色高槻彌生、雙海姊妹、星井美希配音的仁後真耶子、下田麻美、長谷川明子主持，至2014年11月27日結束節目，後由Frontier Works發行CD收錄。2011年7月7日，以《偶像大師2》遊戲內的765演藝事務所及其旗下的12位偶像為設定的電視動畫開始放映，並直接命名為《偶像大師》，由A-1 Pictures公司負責製作該動畫，並由首次擔任導演的錦織敦史來擔任導演。而在PlayStation 3版《偶像大師2》發行時作為限定版的贈品遊戲《偶像大師 為你寫真》，在其後也演變為系列遊戲，每一作皆以一位遊戲中的偶像為封面主題，並總共發行了9部。此外在2011年3月1日和2012年1月25日，小學館與enterbrain分別發售了《偶像大師2 官方攻略》（アイドルマスター２公式ガイドブック）及《偶像大師2 珍貴專輯》（アイドルマスター２ プレシャスアルバム），內容為有關《偶像大師2》的聲優訪談和樂曲介紹，以及遊戲攻略等。除此之外，《偶像大師2》還有三部漫畫改編，分別為由茜虎徹作畫並在《月刊Comic電擊大王》上連載的《偶像大師2 睡美人》（アイドルマスター2 眠り姫）、由Shū（しゅー）作畫並在《電擊魔王》上連載的《偶像大師2 Colorful Days》，以及由祐佑作畫並在《電擊G's magazine》上連載的《偶像大師2 The world is all one !!》。

## 反響

### 大眾反應
自2010年7月3日發表了發售消息後，《偶像大師2》便在官方網站的期待值排行榜中排在前頭。然而同年9月18日發表了更細部的遊戲內容後，便引發一些反彈；亞馬遜日本網站的遊戲預售網頁不久便出現大量一星評價（滿分五星），以及許多負面評論和圖片，主要批評的是前作的四位遊戲角色（龍宮小町以及其製作人秋月律子）無法使用，以及加入了男性偶像角色，被認為無視玩家的需求，這些評論後來被亞馬遜移除。此外還有人在Niconico動畫網站上發表表達不滿的MAD片，三天內便累積30萬觀看次數；並有玩家發起不購買運動，甚至有狂熱粉絲發出若是不修改遊戲內容將殺害總合製作人坂上陽三的公告。在9月18日後，《偶像大師2》在官方網站的期待值排行榜中便大幅下跌；由於這些反彈聲浪來自於9月18日的發表，因此後來被《偶像大師》相關的玩家稱作「918事件」。
從2010年9月18日發表後網路上便有署名佐藤伸吾的粉絲發起連署活動，提出了幾項對遊戲的要求，包含將龍宮小町改為可使用，以及移除男子團體角色朱比特，還有不要廢除網路對戰系統等；在10月1日時連署人數已經超過8,500人。同年10月25日坂上陽三在《偶像大師》的官方部落格上發表了回應，指出龍宮小町仍將不能使用，但會做為遊戲中的夥伴而活躍；而朱比特的存在雖然曾在開發時起過是否加入的爭執，但最後認為能用於讓765事務所更加團結而保留；網路對戰系統仍不會加入，因為坂上認為家用遊戲機比較適合個人使用，因而不鼓勵使用網路對戰。最後遊戲內容並沒有作修改。
《偶像大師2》的Xbox 360版在發行首週總計銷售了34,621套，為該週第十名。發售兩週後，電子遊戲介紹網站4Gamer.net統整了這段時間玩家的投稿心得。在好的評價方面，指出遊戲在頭髮之類的搖動上很自然、角色表情更豐富以及舞蹈表現更順暢；對遊戲曲目品質也很滿足，並表示演出的自由度有上升；還有遊戲的載入速度變快，以及小遊戲的難度變容易上手等。而壞的評價方面，除了發售前便存在的不滿以外，還有人表示遊戲劇情不自然，以及部分系統不易懂，而遊戲道具「護身符」（お守り）過於強大也遭受批評。統整該文的編輯也指出發售前雖然有不小的風波，但是發售後的玩家評分還是有76分（滿分100分），認為這樣是不差的表現；另外也指出一些玩家也很理性地接受了《偶像大師2》的改變，而投稿的多數人也在雖然有遺憾的情況下接受了遊戲的設定。在半年後發售的《偶像大師2》PlayStation 3版本則在首週銷售了65,512套，為該週第三名並在4Gamer.net上獲得86分（滿分100分）的讀者評價。

### 評價
《Fami通》在滿分40分的情況下給了Xbox 360版31分，而PlayStation 3版則沒有評分。4Gamer.net的A.I.編輯和Fami通的菊池編輯都表示《偶像大師2》將前作的偶像獨力演出改為三人組合是個很不錯的設計，而且在三人的配合上也沒有不協調感。菊池編輯指出《偶像大師2》將前作的小遊戲簡化變得較容易並慢慢上升難度，作為遊戲中例行公事這麼設計應該會受玩家歡迎；另外也指出前作中玩家與遊戲中的偶像互動，其反應存在的隨機性在新作中被拿掉，讓玩家能更容易理解偶像們的心情以作出策略；菊池另外表示遊戲改為三人組合以及要至日本各地區培養更多粉絲，對於各種互動玩家該如何反應是遊戲中較難的部分，但菊池認為這種策略考量加深了遊戲的樂趣。中国大陆游戏杂志《游戏机实用技术》为Xbox 360版游戏打出23/30分，三名编辑分别打出8、8、7分。該杂志称赞游戏画面比前作精细逼真；大改的对战系统虽然对新手友好，但战略性却大幅降低。该杂志則为PlayStation 3版打出略高的24分，杂志认为移植版的画面和玩法与原版相似，但称赞游戏新增困难模式、龙宫小町三角色的附加模式，并收录原版的3个DLC。

## 外部連結
- 《偶像大師2》官方網站 （日語）